# 刘凤 (嘉靖甲辰进士)
劉鳳（1517年—1600年），字文起，又字子威，長洲（今江蘇省蘇州市）人。明朝官員。

## 生平
劉鳳為劉梅之子。治《易經》，由府學生中式嘉靖二十二年癸卯科（1543年）應天府鄉試第七十一名舉人，年二十八歲中式嘉靖二十三年（1544年）甲辰科會試第二十九名，第三甲第三名進士。授中书舍人，二十六年六月选授南京陕西道試监察御史，因考察被降职。三十八年（1559年）任興化府推官，历湖州府同知，官至广东按察司佥事，又補河南僉事。劉鳳寫文章好用生僻字，甚至餖飣堆積，常被取笑，卒年八十四。
著有《子威集》32卷、《吳中先賢贊》等。

## 家族
曾祖劉镗。祖父劉相，義官。父劉梅，推官。前母俞氏；母吴氏。具庆下。